# HHHR Tower
HHHR Tower — житлово-комерційний надвисокий хмарочос висотою 317 м (1040 футів). Побудований у Дубаї, ОАЕ, на шосе ім. шейха Заїда. Розташований за готелем Краун Плаза. Станом на 2015 є 61-м за висотою будинком в Азії та 77-м за висотою у світі.
Будівництво HHHR Tower розпочали компанії з ОАЕ та Гонконгу у 2006  і завершили у 2010.
На 4-х поверхах розміщені офісні приміщення, на решті – квартири класу люкс.

## Галерея

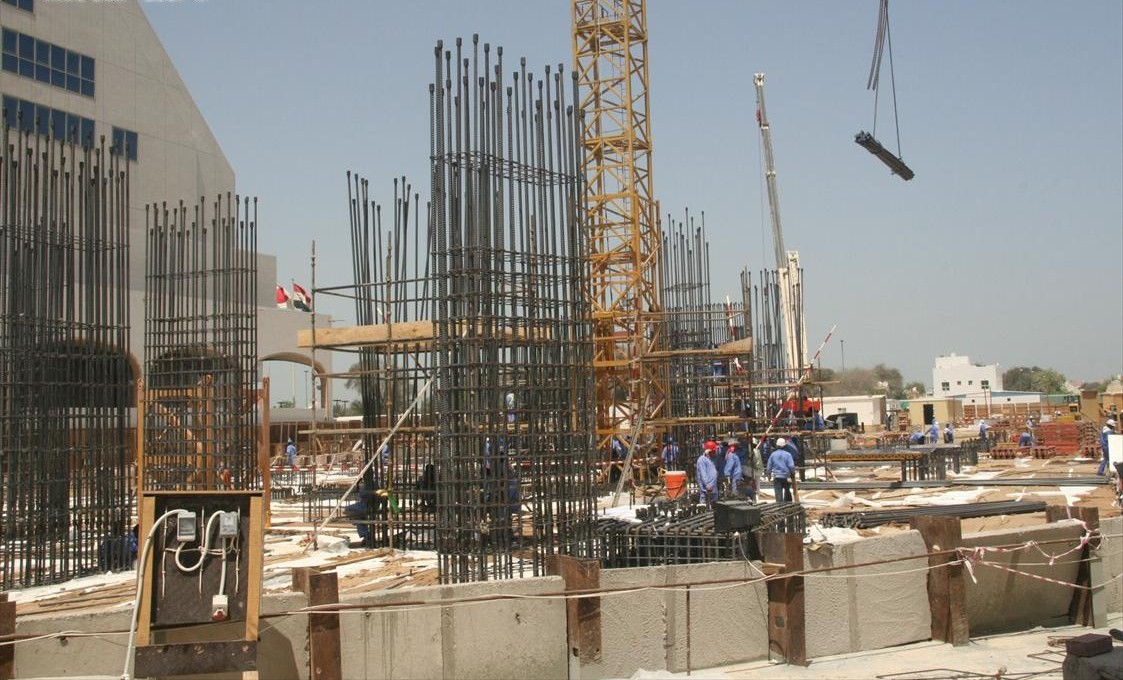
4 травня 2007
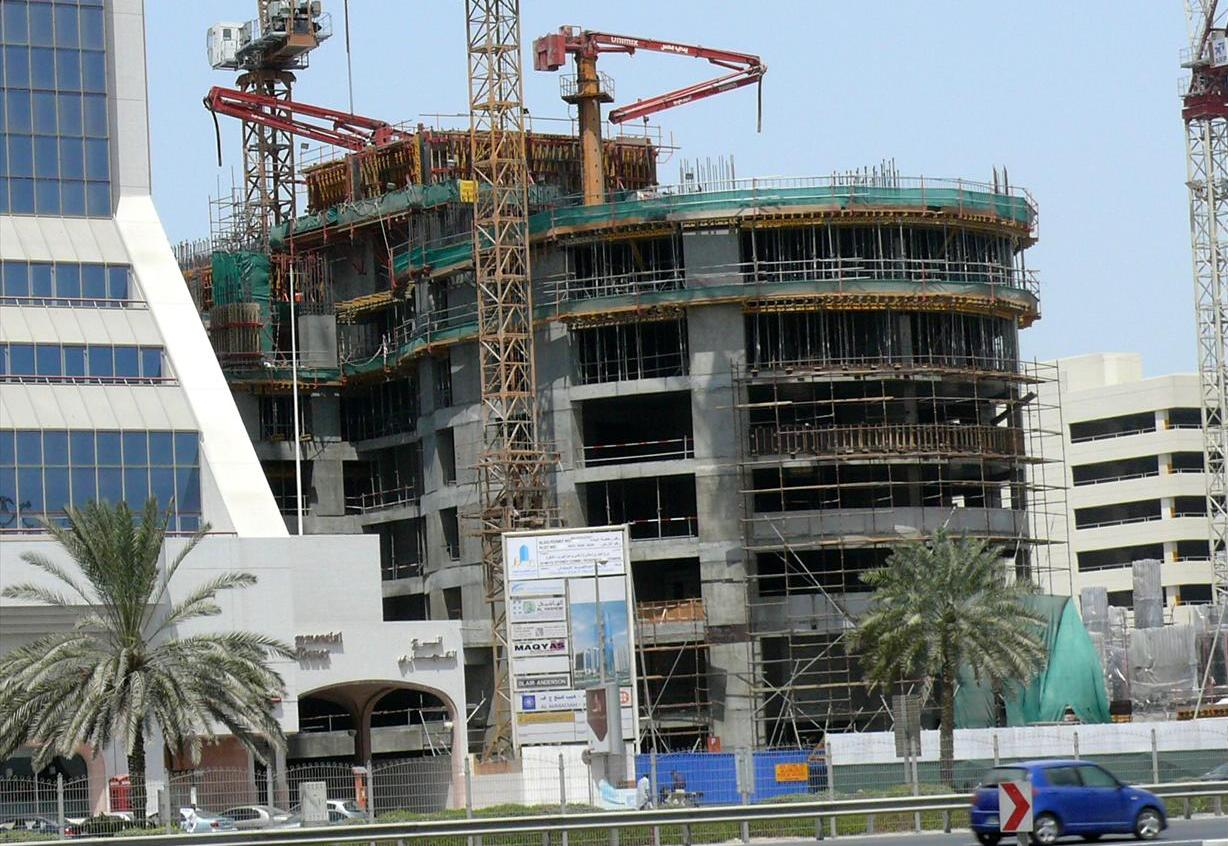
14 вересня 2007
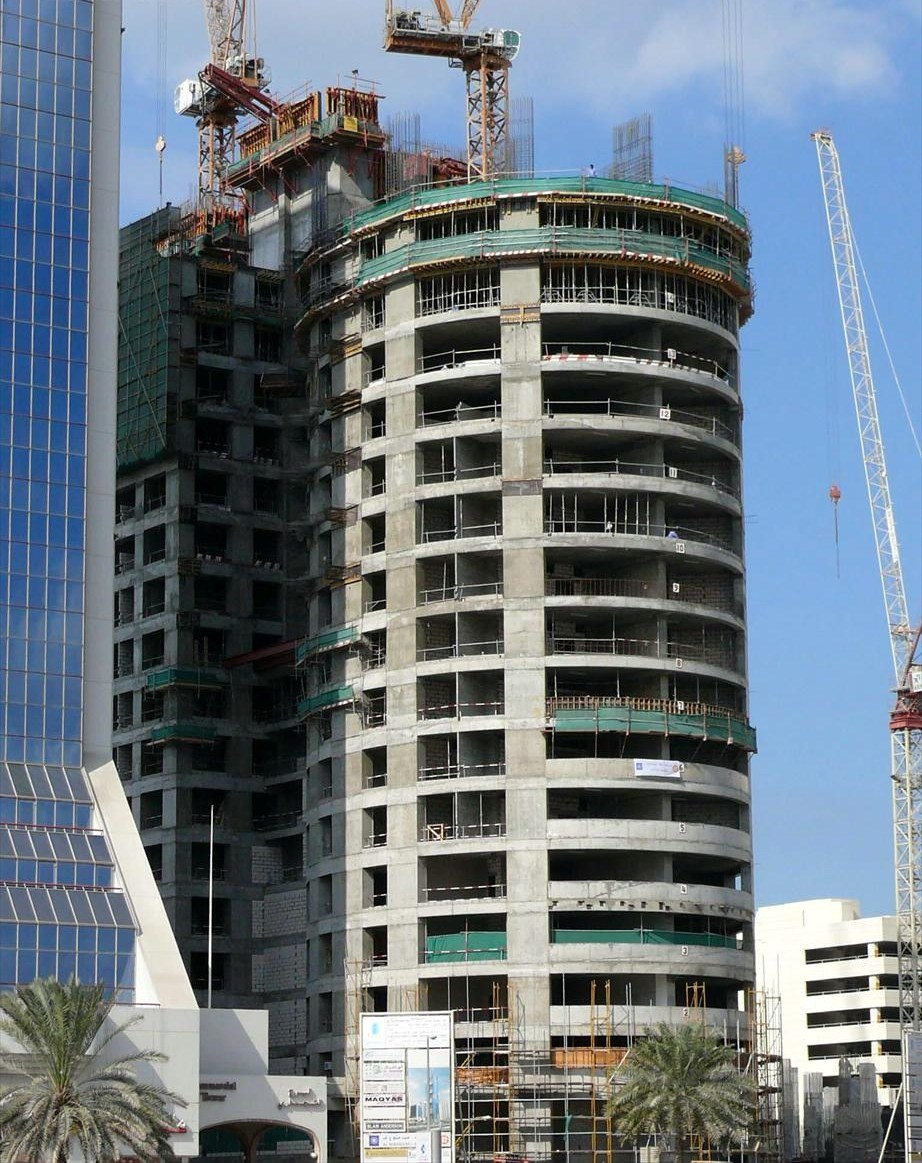
28 грудня 2007